# Вольф Блітцер
Вольф Ісаак Блітцер (нар. 22 березня 1948) — американський журналіст, ведучий телевізійних новин та автор; репортер CNN з 1990 року. В даний час є головним ведучим мережі.

## Життєпис
Ранні роки та освіта
Блітцер народився в Аугсбурзі, Німеччина, в 1948 році, під час окупації союзників після Другої світової війни, син Цезії Блітцер, домогосподарки, та Девіда Блітцера, будівельника. Його батьками були польські євреї-біженці з окупованої німцями Польщі, які пережили концентраційний табір Аушвіц; там загинули його бабуся і дідусь, двоє дядьків та дві тітки з боку батька. Блітцер і його сім'я емігрували в Сполучені Штати відповідно до положень Закону про переміщених осіб 1948 року.
Блітцер виріс в Баффало, штат Нью-Йорк, і закінчив середню школу Кенмор-Уест. Він отримав ступінь бакалавра історії в Університеті штата Нью-Йорк в Буффало в 1970 році. У 1972 році він здобув ступінь магістра мистецтв з міжнародних відносин у Школі передових міжнародних досліджень університету Джона Хопкінса. У 1972 році він здобув ступінь магістра мистецтв з міжнародних відносин у Школі передових міжнародних досліджень університету Джона Гопкінса. Під час навчання в університеті, він навчався за кордоном в Єврейському університеті Єрусалиму, де вивчив іврит.
Кар'єра
Блітцер розпочав свою кар'єру в журналістиці на початку 1970-х років у бюро Тель-Авіва інформаційного агентства Reuters. У 1973 році він привернув увагу редактора Jerusalem Post Арі Рата, який найняв Блітцера в якості вашингтонського кореспондента англомовної ізраїльської газети. 
У середині 70-х років Блітцер також працював в Американсько-ізраїльському комітеті громадських зв'язків (AIPAC) в якості редактора їх щомісячної публікації Near East Report.  Будучи в AIPAC, у роботі Блітцера основна увага приділялася питанням Близького Сходу, які стосуються зовнішньої політики США.
У травні 1990 року Блітцер перейшов на CNN і працював репортером з військових питань. Висвітлення його командою першої війни в Перській затоці в Кувейті виграло премію CableACE і зробило його відомим. 
У 1992 році Блітцер став кореспондентом CNN в Білому домі і займав цю посаду до 1999 року. 
У 2000 році він почав вести власне шоу "Wolf Blitzer Reports", яке тривало до 2005 року. 
З 8 серпня 2005 року Блітцер веде двогодинну опівдні/раннього вечора програму «Ситуаційна кімната» на CNN.

## Особисте життя
Блітцер і його дружина Лінн Грінфілд живуть в Бетесді, штат Меріленд. У них є дочка Ілана Бліцер Гендельман, яка народилася в 1981 році.

## Нагороди
- Орден «За заслуги» ІІІ ступеня (Україна, 23 серпня 2022) — за значні особисті заслуги у зміцненні міждержавного співробітництва, підтримку державного суверенітету та територіальної цілісності України, вагомий внесок у популяризацію Української держави у світі.[23]